# Maria (trilogie)
Maria-trilogia (spaniolă Trilogía de las Marías) este o trilogie a celor trei telenovele interpretate de Thalia: Maria Mercedes, Marimar și María la del Barrio.

## Trilogie

María la del Barrio

- María Mercedes (1992)
- Marimar (1993–1994)
- María la del Barrio (1995–1996)

### María Mercedes
María Mercedes a fost prima telenovelă a acestei trilogii, aici Thalía a interpretat-o pe „Meche”, o vânzătoare de lozuri („la vijetera”).

### Marimar
Marimar a fost a doua telenovelă a trilogiei, aici, Thalía a interpretat-o pe „Marimar”.

### María la del Barrio
María la del barrio a fost a treia și ultima telenovelă a triologiei, aici, Thalía a interpretat-o pe „Maria”.